# Bjerge Herred
Bjerge Herred var et herred i Odense Amt.
Den vestlige del af herredet hørte fra 1662 til Odensegård Amt, indtil det ved reformen af 1793 blev en del af Odense Amt.
Den østlige del af Bjerge Herred – med sognene Stubberup, Dalby, Viby, Mesinge og Revninge – hørte til det gamle Nyborg Amt, indtil det ligeledes ved reformen af 1793 blev en del af Odense Amt – (se Odensegård Amt).
I herredet ligger følgende sogne:
- Agedrup Sogn
- Birkende Sogn
- Dalby Sogn
- Drigstrup Sogn
- Kerteminde Sogn
- Kølstrup Sogn
- Marslev Sogn
- Mesinge Sogn
- Munkebo Sogn
- Revninge Sogn
- Rynkeby Sogn
- Stubberup Sogn
- Viby Sogn

Herredet har omtrent samme udstrækning som den Kerteminde Kommune, der blev oprettet 1. januar 2007 – dog således at Agedrup Sogn ikke er kommet med i kommunen, mens Rønninge Sogn fra Åsum Herred er kommet med.